# Chitungwiza
Chitungwiza [çituŋgwi:'za] är en stad i Mashonaland East i nordöstra Zimbabwe, belägen cirka 20 kilometer från centrala Harare i sydlig riktning. Staden hade 354 472 invånare vid den senaste folkräkningen (2012). Staden bildades 1978 genom en sammanslagning av Harareförorterna Seke, Zengeza och St Mary. Chitungwiza är ett av fyra distrikt inom Harares stadsprovins.
Huvuddelen av befolkningen arbetar i Harare som förbinds med Chitungwiza av en motorväg. Lokaltrafiken består av enkla bussar samt taxibilar, ofta i form av minibussar. Chitungwiza är ett starkt fäste för MDC (Movement for Democratic Change).

## Klimat
Lokalklimatet betonas av en varm och nederbördsrik sommar samt en mild och torr vinter.
|                                            | Jan   | Feb   | Mar  | Apr  | Maj | Jun | Jul | Aug | Sep | Okt  | Nov  | Dec   |
| ------------------------------------------ | ----- | ----- | ---- | ---- | --- | --- | --- | --- | --- | ---- | ---- | ----- |
| Normaldygnets maximitemperaturs medelvärde | 27    | 26    | 26   | 25   | 24  | 21  | 21  | 24  | 27  | 28   | 28   | 27    |
| Normaldygnets minimitemperaturs medelvärde | 17    | 16    | 16   | 14   | 11  | 9   | 8   | 10  | 13  | 15   | 16   | 16    |
|                                            |       |       |      |      |     |     |     |     |     |      |      |       |
| Nederbörd                                  | 151,0 | 107,1 | 88,9 | 22,7 | 8,2 | 2,9 | 1,3 | 3,0 | 1,7 | 25,8 | 56,3 | 121,1 |

| Diagram | temperaturer i °C • månadsnederbörd i mm • Källa: MSN Weather | temperaturer i °C • månadsnederbörd i mm • Källa: MSN Weather | temperaturer i °C • månadsnederbörd i mm • Källa: MSN Weather | temperaturer i °C • månadsnederbörd i mm • Källa: MSN Weather | temperaturer i °C • månadsnederbörd i mm • Källa: MSN Weather | temperaturer i °C • månadsnederbörd i mm • Källa: MSN Weather | temperaturer i °C • månadsnederbörd i mm • Källa: MSN Weather | temperaturer i °C • månadsnederbörd i mm • Källa: MSN Weather | temperaturer i °C • månadsnederbörd i mm • Källa: MSN Weather | temperaturer i °C • månadsnederbörd i mm • Källa: MSN Weather | temperaturer i °C • månadsnederbörd i mm • Källa: MSN Weather | temperaturer i °C • månadsnederbörd i mm • Källa: MSN Weather |
|         | 151 27 17                                                     | 107 26 16                                                     | 89 26 16                                                      | 23 25 14                                                      | 8 24 11                                                       | 3 21 9                                                        | 1 21 8                                                        | 3 24 10                                                       | 2 27 13                                                       | 26 28 15                                                      | 56 28 16                                                      | 121 27 16                                                     |